# Hostómel
Hostómel (en ucraniano: Гостомель) o Gostómel (en ruso: Гостомель) es una ciudad situada en el óblast de Kiev en Ucrania. Conocida por el Aeropuerto Hostómel que es una gran instalación internacional de mercancías. También está la fábrica de cristales Vetropack, que es la más productiva de Ucrania.

## Historia
La primera mención escrita de la ciudad data del año 1494. En 1614, el rey Segismundo III de Polonia concedió a Hostómel el Derecho de Magdeburgo, por el cual los residentes de la ciudad estaban exentos de sus obligaciones feudales.